# David Johansen
David Johansen, rodným jménem David Roger Johansen (9. ledna, 1950, Staten Island,  New York, New York, USA – 28. února 2025, New York) byl americký zpěvák, hudební skladatel a herec. Nejvíce se proslavil jako frontman skupiny New York Dolls a také dosáhl komerčního úspěchu v žánru lounge music pod pseudonymem Buster Poindexter.

## Život
Narodil se v newyorském obvodu Staten Island matce s irskými kořeny a otci s norskými. Svou kariéru zahájil koncem šedesátých let jako člen skupiny Vagabond Missionaries. Roku 1971 spolu s Johnnym Thundersem, Sylem Sylvainem, Billym Murciou a Arthurem Kanem založil skupinu New York Dolls. Po vydání dvou studiových alb (Johansen byl spolu s Thundersem hlavním autorem písní) se skupina rozpadla.
Johansen se následně vydal na sólovou dráhu, během které jej zpočátku doprovázel i Sylvain. Ve druhé polovině osmdesátých let začal vystupovat pod jménem Buster Poindexter a začal se věnovat jinému žánru: tzv. lounge music. Později se opět věnoval kariéře pod svým vlastním jménem a roku 2004 obnovil skupinu New York Dolls.
David Johansen zemřel 28. února 2025 na rakovinu ve svém domě na Staten Islandu. Bylo mu 75 let.

## Sólová diskografie
- David Johansen (1978)
- The David Johansen Group Live (1978)
- In Style (1979)
- Here Comes the Night (1981)
- Live It Up (1982)
- Sweet Revenge (1984)
- Buster Poindexter (1987)
- Buster Goes Berserk (1989)
- Buster's Happy Hour (1994)
- Buster's Spanish Rocketship (1997)
- David Johansen and the Harry Smiths (2000)
- Shaker (2002)